# Ingeborg Loedeman
Ingeborg Loedeman is een Nederlands actrice.
Ingeborg volgde een opleiding aan de Toneelschool van Amsterdam. Na deze studie werd ze speldocente op deze toneelschool. Ook speelde ze voor toneelgezelschappen als Toneelgroep Amsterdam. Loedeman is vooral bekend door haar rol als Pien in de drie speelfilms van Frans Weisz, Leedvermaak, Qui Vive en Happy End. Op de Nederlandse televisie is ze bekend door haar rollen in Goudkust, Kees & Co, Baantjer en Boks. De laatste jaren houdt Ingeborg zich bezig met acteercursussen voor volwassenen.

## Televisie
- Ha, die Pa! - Serveerster (Afl. Niet mals, 1992)
- Ha, die Pa! - Tine (Afl. In de klem, 1993)
- Goudkust - Willemijn Laroux (13 episodes, 1996)
- Kees & Co - Leontine (Afl. Ongewenste imiteiten, 1997)
- Wet & Waan - Hanna Paardekoper (Afl. Habeas corpus, 2001)
- Baantjer - Nina Gans (Afl. De Cock en de afrekening I, 2006)

### Film
- Leedvermaak - Pien (1989)
- Qui Vive - Pien (2001)
- Happy End - Pien (2009)